# Leptobos
Genre
Leptobos est un genre éteint de bovidés du Pléistocène trouvé en Europe et en Asie. Il apparaît au début du Villafranchien.

## Description

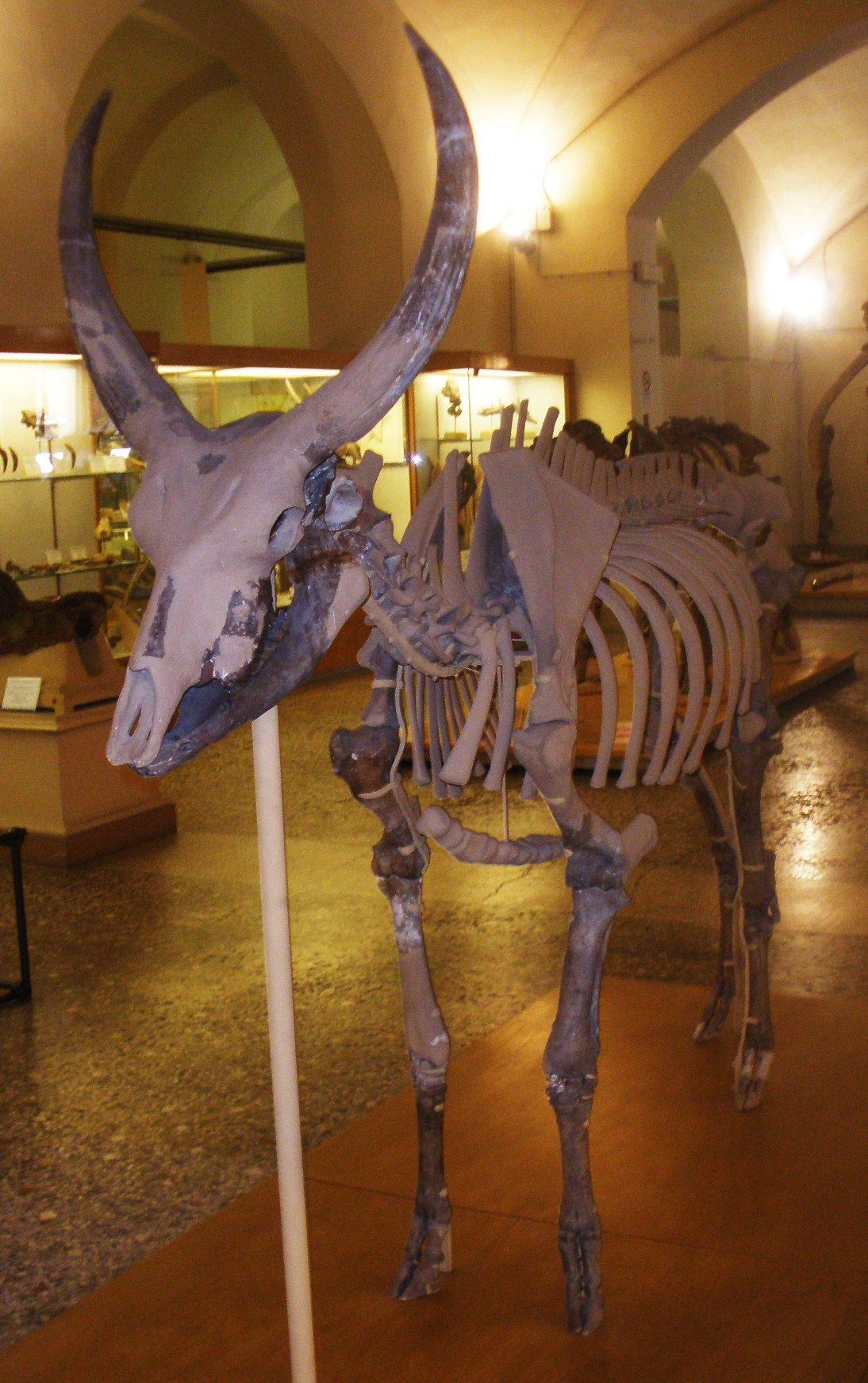
Leptobos etruscus

Ce genre était caractérisé par une denture peu hypsodonte.
Leurs chevilles étaient à double courbure et orientées d’abord vers l’extérieur puis vers le haut et l’avant.

## Taxonomie
La taxonomie de ce genre n'est pas encore résolue (en 2013).
Marie-Pascale Duvernois propose :
- dans le sous-genre Leptobos[2], caractérisé par des cornillons doublement courbés[1] :
  - L. elatus[2] Croizet[3] (synonymes récents : L. stenometopon et L. merlai)[2]
  - L. furtivus[2]
- dans le sous-genre Smertiobos[2], caractérisé par des cornillons à arche simple[1] :
  - L. etruscus[2] (Falconer, 1859)[1] (synonyme récent : L. vallisarni[2])
  - L. bravardi[2]

D. Geraads suggère que le genre Leptobos est polyphylétique et inclut trois lignages :
- L. falconeri (nom proposé par Rütimeyer (1878) provenant des dépôts du Tertiaire à Siwaliks, Inde), qui n'est pas considéré par Marie-Pascale Duvernois[2] ; la forme de ses cornillons correspond à celle de Smertiobos telle que définie par Marie-Pascale Duvernois[2],[1] ;
- L. etruscus et L. vallisarni[1] (Merla, 1949)[1], du sous-genre Smertiobos[1] ;
- L. stenometopon[1].

Roman Croitor et A. Popescu rejettent le modèle taxonomique proposé par Devernoir (2012) ; selon eux, L. etruscus et L. vallisarni pourraient être placés dans le genre Ioribos Vekua, 1972 trouvé dans le Pliocene tardif de Kvabebi (Géorgie), mais le matériel fossile doit être comparé et analysé en profondeur avant de pouvoir poser une conclusion définitive.
Selon Marie-Pascale Duvernois, Leptobos syrticus a été attribué à tort au genre Leptobos. La Paleobiology Database le donne comme « antilope », de même que tout le genre Leptobos.
Le bovidé trouvé à Leffe (Italie) a été classé comme Bos etruscus par Stehlin (1930). Mais Breda (2007) constate que les quatre molaire supérieures conservées à Bergamo ont toutes un sillon vertical sur leurs parois mésiales et distales, typique de L. vallisarni mais n'existe pas chez L. etruscus. Elle identifie donc le Bos etruscus de Leffe comme un Leptobos vallisarni ; ce qui est consistent avec l'opinion de Portis (1898), qui disait que le bovidé de Leffe pourrait être un descendant de Bos elatus mais non le véritable Bos elatus, et considérait Bos etruscus comme un synonyme plus récent de Bos elatus Croizet.

## Liste des espèces
- Leptobos bravardi
- Leptobos elatus[8]
- Leptobos etruscus[9]
- Leptobos falconeri
- Leptobos furtivus[10]
- Leptobos stenometopon
- Leptobos syrticus
- Leptobos vallisarni[11]